# George Mikell
Jurgis Mikelaitis, né le 4 avril 1929 à Bildeniai (lt) (Lituanie) et mort le 12 mai 2020, est un acteur et écrivain australien d'origine lituanienne, connu sous le nom anglicisé de George Mikell.

## Biographie
Après des études en Allemagne, George Mikell émigre en Australie où il débute au théâtre vers 1955, puis s'installe en Angleterre. Il contribue ainsi au cinéma à trente-trois films (majoritairement britanniques, parfois américains ou en coproduction), depuis L'Évadé du camp 1 de Roy Ward Baker (1957, avec Hardy Krüger et Colin Gordon) jusqu'à Nom de code : Émeraude de Jonathan Sanger (en) (1985, avec Ed Harris et Max von Sydow).
Il interprète souvent des officiers allemands, notamment dans Les Canons de Navarone de J. Lee Thompson (1961, avec Gregory Peck et David Niven), La Grande Évasion de John Sturges (1963, avec Steve McQueen et James Garner), Le Commando de Sa Majesté d'Andrew V. McLaglen (1980, avec à nouveau Gregory Peck et David Niven) et À nous la victoire de John Huston (son avant-dernier film, 1981, avec Sylvester Stallone et Michael Caine). Mentionnons également Scorpio de Michael Winner (1973, avec Burt Lancaster et Alain Delon).
À la télévision britannique, il apparaît dans trente-neuf séries entre 1957 et 1993, dont Destination Danger (deux épisodes, 1964), Colditz (un épisode, 1973) et Histoires singulières (un épisode, 1984).
S'ajoutent trois téléfilms, les deux premiers diffusés respectivement en 1971 et 1985. Le troisième est Le Complot du renard de Charles Jarrott (1990, avec George Peppard et Deborah Raffin).
Retiré de l'écran, il est par ailleurs occasionnellement écrivain (entre autres d'histoires brèves et d'essais).

## Théâtre (sélection)
- 1955 : Le Marchand de Venise (The Merchant of Venice) de William Shakespeare (tournée en Australie)
- 1961 : Five Finger Exercise de Peter Shaffer (tournée au Pays de Galles) : Walter Langer
- 1967 : Love from a Stranger de Frank Vosper, d'après la nouvelle Philomel Cottage d'Agatha Christie (Hornchurch) : Bruce Lovell
- 1982 : Flare Path de Terence Rattigan (Windsor) : comte Skriczevinsky
- 1984 : Les Séquestrés d'Altona (Altona) de Jean-Paul Sartre (Glasgow) : Franz

## Filmographie partielle

### Cinéma
- 1957 : L'Évadé du camp 1 (The One That Got Away) de Roy Ward Baker : un prisonnier allemand
- 1958 : Les Diables du désert (Sea of Sand) de Guy Green : un officier allemand
- 1961 : Les Canons de Navarone (The Guns of Navarone) de J. Lee Thompson : Hauptsturmführer Sessler
- 1962 : Mot de passe : courage (The Password Is Courage) d'Andrew L. Stone : Necke
- 1963 : Les Vainqueurs (The Victors) de Carl Foreman : une sentinelle russe
- 1963 : La Grande Évasion (The Great Escape) de John Sturges : le lieutenant Dietrich
- 1965 : Opération Crossbow de Michael Anderson : un officier allemand
- 1965 : L'Espion qui venait du froid (The Spy Who Came in from the Cold) de Martin Ritt : un garde allemand au point de contrôle
- 1966 : Passeport pour l'oubli (Where the Spies Are) de Val Guest : l'assassin
- 1967 : La Griffe (The Double Man) de Franklin Schaffner : Max Gruner
- 1968 : Attaque sur le mur de l'Atlantique (Attack on the Iron Coast) de Paul Wendkos : le capitaine Strasser
- 1969 : Danger, planète inconnue (Doppelgänger) de Robert Parrish : le capitaine Ross
- 1971 : Zeppelin d'Étienne Périer : un officier allemand
- 1972 : Les Griffes du lion (Young Winston) de Richard Attenborough : Field Cornet
- 1973 : Scorpio de Michael Winner : Dor
- 1974 : Top Secret (The Tamarind Seed) de Blake Edwards : le major Stukalov
- 1980 : Le Commando de Sa Majesté (The Sea Wolves) d'Andrew V. McLaglen : le capitaine de l'Ehrenfels
- 1981 : À nous la victoire (Escape to Victory) de John Huston : le commandant du camp
- 1985 : Nom de code : Émeraude (Code Name: Emerald) de Jonathan Sanger (en) : le major Seltz

### Télévision
(séries, sauf mention contraire)
- 1964 : Destination Danger (Danger Man), saison 2, épisode 3 La Ville fantôme (Colony Three - Michael Peerce) de Don Chaffey et épisode 5 Donnant, donnant (Fair Exchange - Wilhelm Berg) de Charles Crichton
- 1964 : Espionage, saison unique, épisode 23 A Free Agent de Michael Powell : Peter
- 1972 : L'Aventurier (The Adventurer), saison unique, épisode 7 Action et Réaction (Counterstrike) : Lanik
- 1973 : Colditz, saison 1, épisode 12 Meurtre ? (Murder?) : le colonel Cybulski
- 1978 : Regan (The Sweeney), saison 4, épisode 11 Hearts and Minds : Danilov
- 1981 : Bergerac, saison 1, épisode 8 Late for a Funeral : Falkenhorst
- 1984 : Histoires singulières (Hammer House of Mystery and Suspense), saison unique, épisode 10 Tchèque et Mat (Czech Mate) de John Hough : un policier en civil
- 1990 : Le Complot du renard (Night of the Fox) de Charles Jarrott (téléfilm) : le major Hecker